# Thermes romains à Čačak
Les thermes romains à Čačak (en serbe cyrillique : Римске терме у Чачку ; en serbe latin : Rimske terme u Čačku) se trouvent à Čačak, dans le district de Moravica, en Serbie. Ils sont inscrits sur la liste des monuments culturels protégés de la république de Serbie (identifiant no SK 503),,.
Les thermes romains de Čačak ont été construits à la fin du IIIe siècle et au début du IVe siècle ; ils ont été restaurés dans la seconde moitié du Ve siècle puis abandonnés à la fin du même siècle. Plus tard, un cimetière médiéval a été installé sur son site.

## Présentation

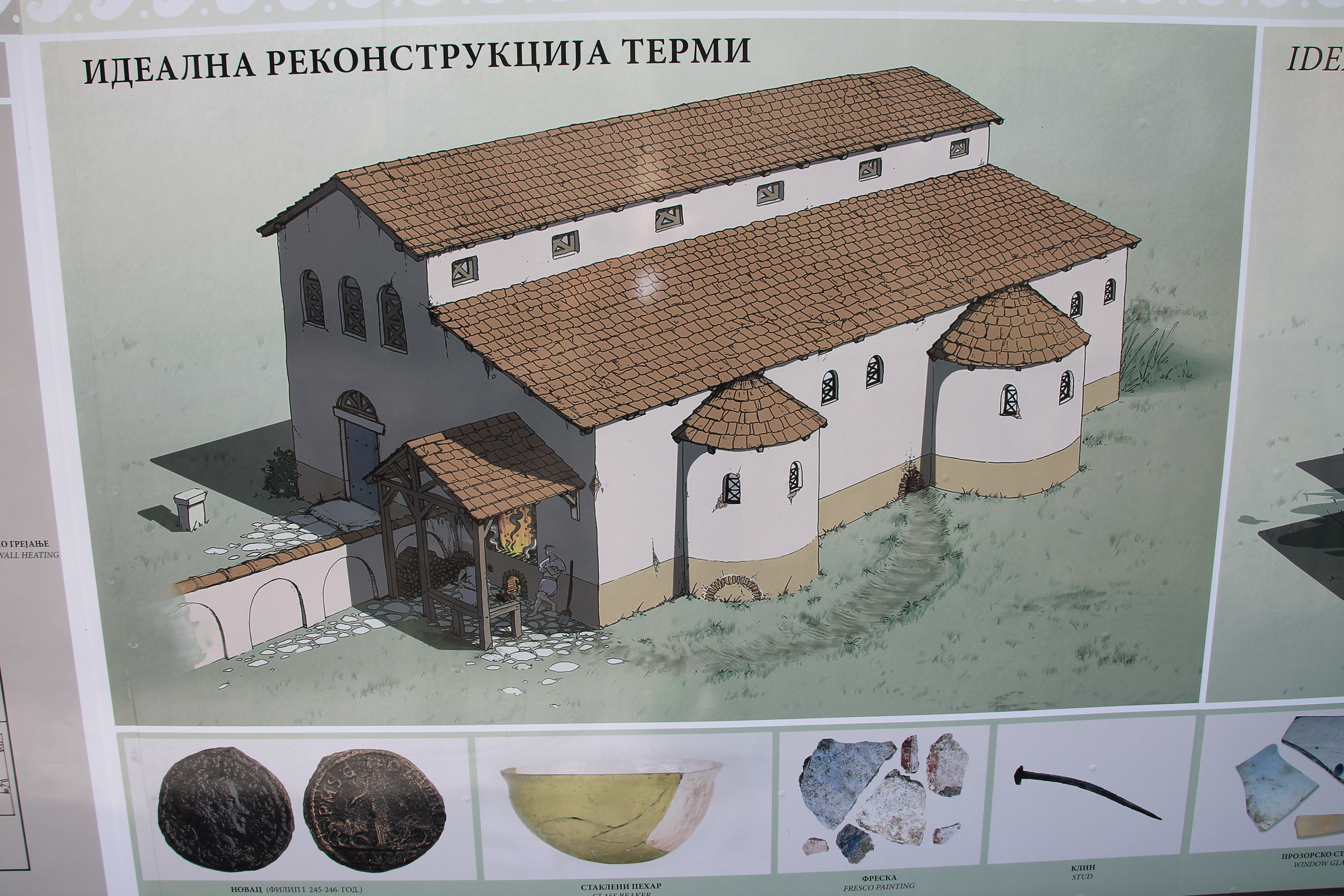
Reconstitution des thermes.

Les thermes sont situés au centre-ville sur le Trg ustanka (la « place du Soulèvement »), entre le Centre culturel et la Promenade (en serbe : Gradsko Šetalište). Ils ont été découverts lors des travaux de construction d'un immeuble résidentiel et commercial et des fouilles archéologiques de préservation ont été effectuées sur les vestiges en 1970 sous l'égide du musée national de Čačak.
L'édifice mis au jour fait partie d'un ensemble plus vaste remontant à l'Antiquité tardive (IVe et Ve siècles). Les thermes eux-mêmes, qui datent de la fin du IIIe siècle et du début du IVe siècle, sont constitués de huit pièces ; la partie conservée mesure 22 × 60 × 18,45 m pour une surface d'environ 340 m2. Au nord et au centre, les pièces servaient de vestiaire (apodyterium), de palestre (palestra) et de bain froid (frigidarium) ; au sud se trouvaient le bain tiède (tepidarium), le bain chaud (caldarium), le bain de vapeur (sudatorium)  et les toilettes (latrina).
Les bains étaient chauffés par un système d'air chaud circulant sous les planchers et dans les murs. Les sols chauffés reposaient sur des piliers en briques.

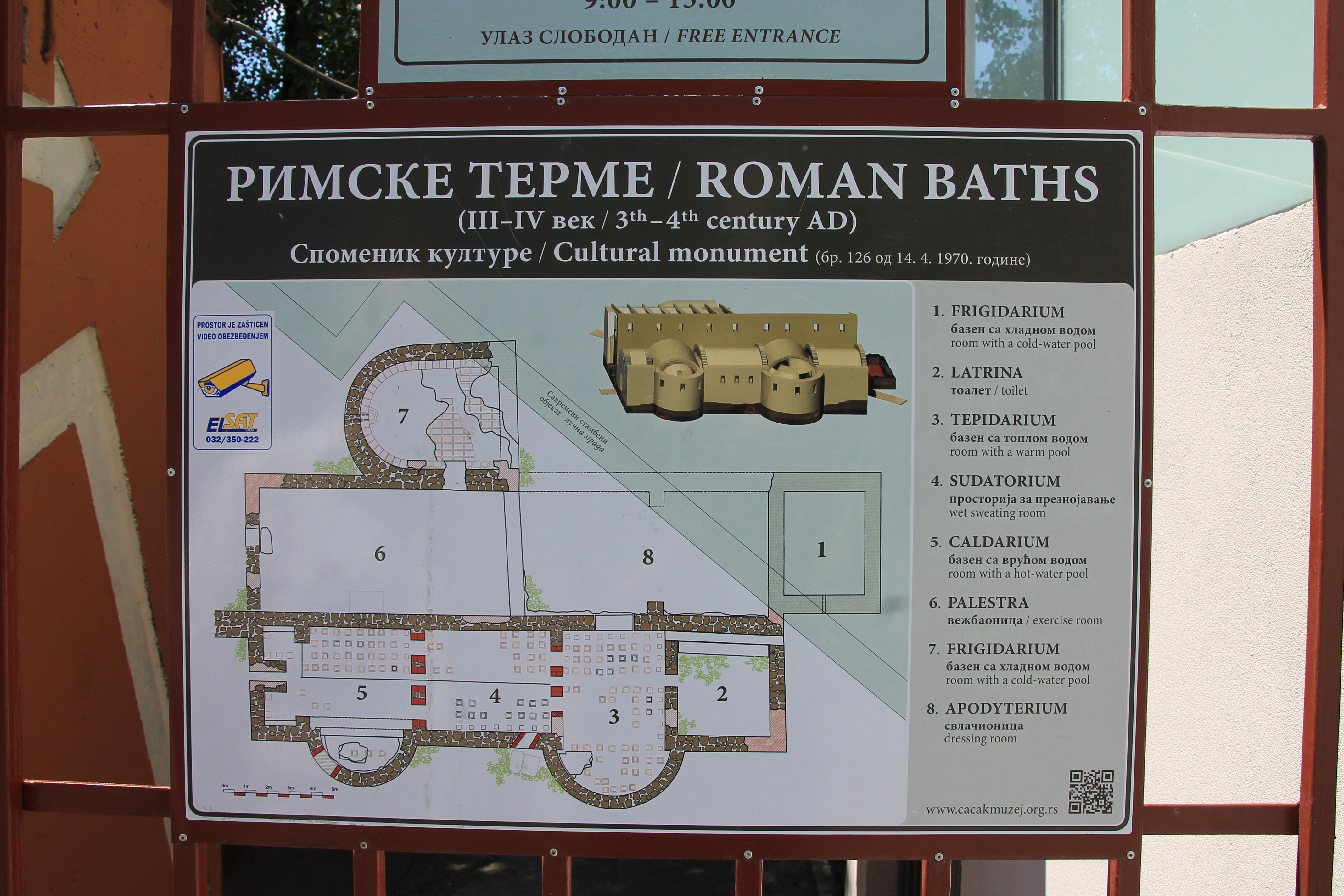
Plan des thermes.

Les thermes étaient construits en pierre et en briques, tandis que les fenêtres étaient dotées de vitres ; les sols en briques formaient des motifs en forme de papillons et d'hexagones ; des fresques en forme de rubans colorés en rouge, en bleu clair et en bleu-vert décoraient les murs.
Sur le site, les archéologues ont mis au jour des céramiques, des verreries, plusieurs bracelets de verre et des perles.

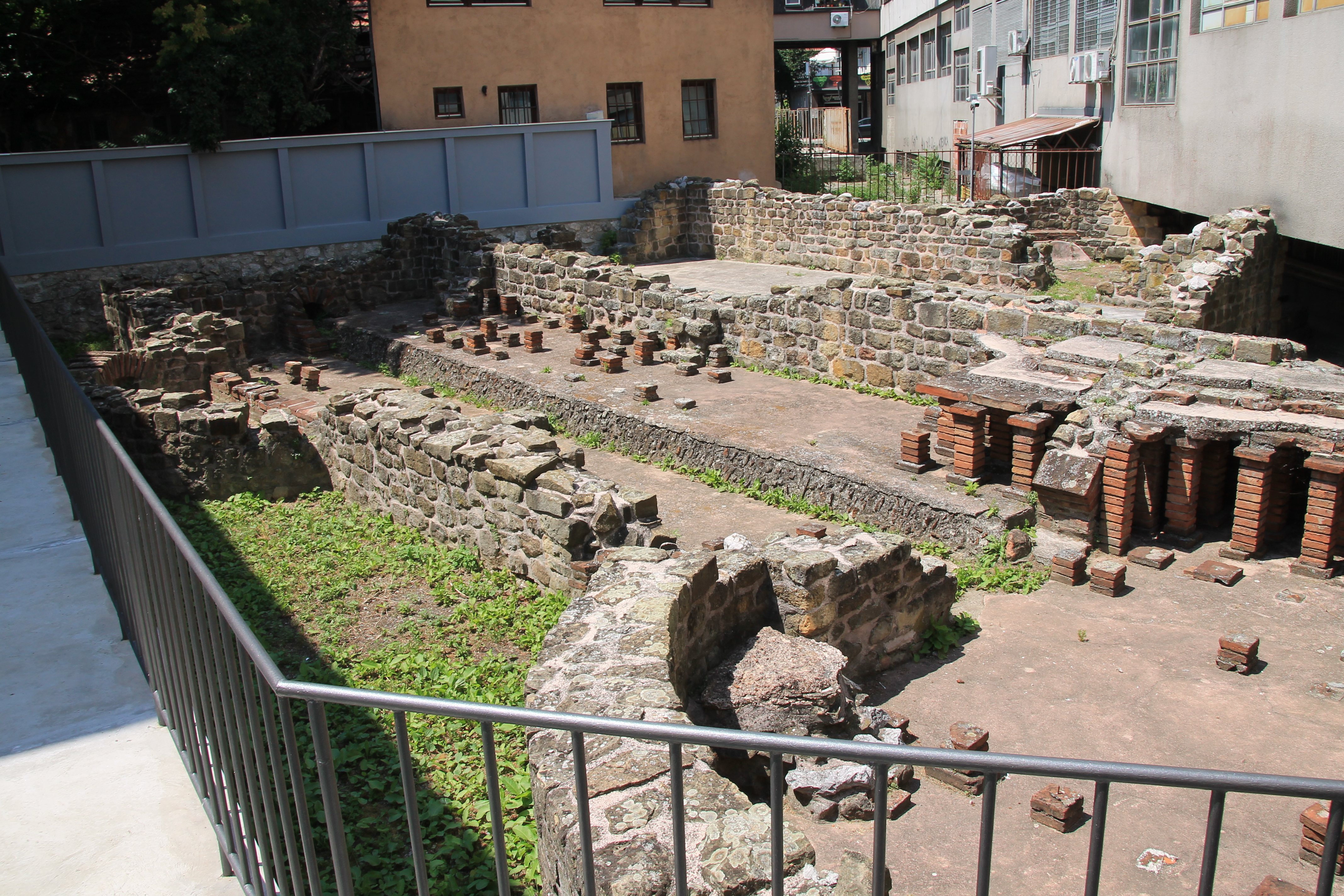
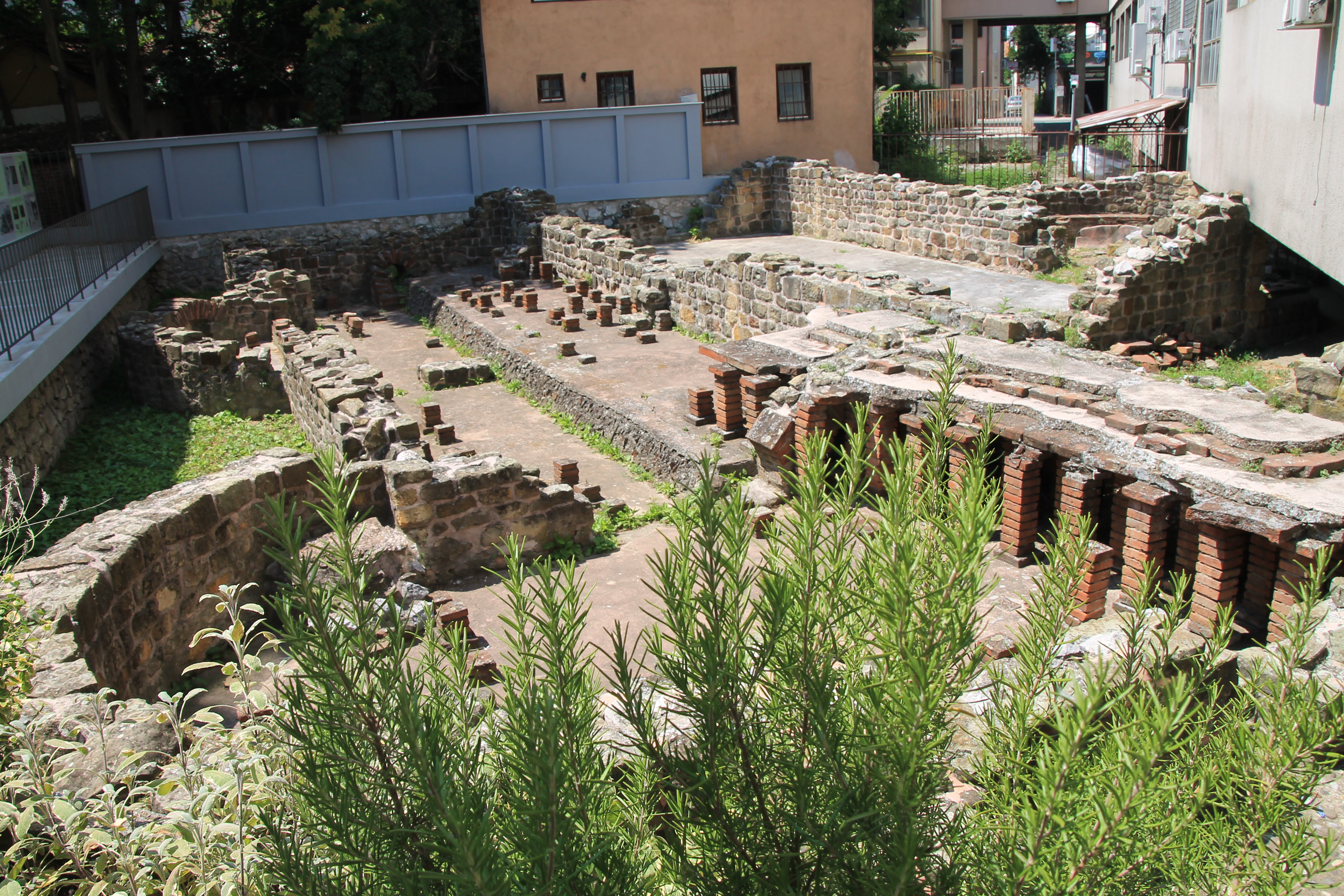
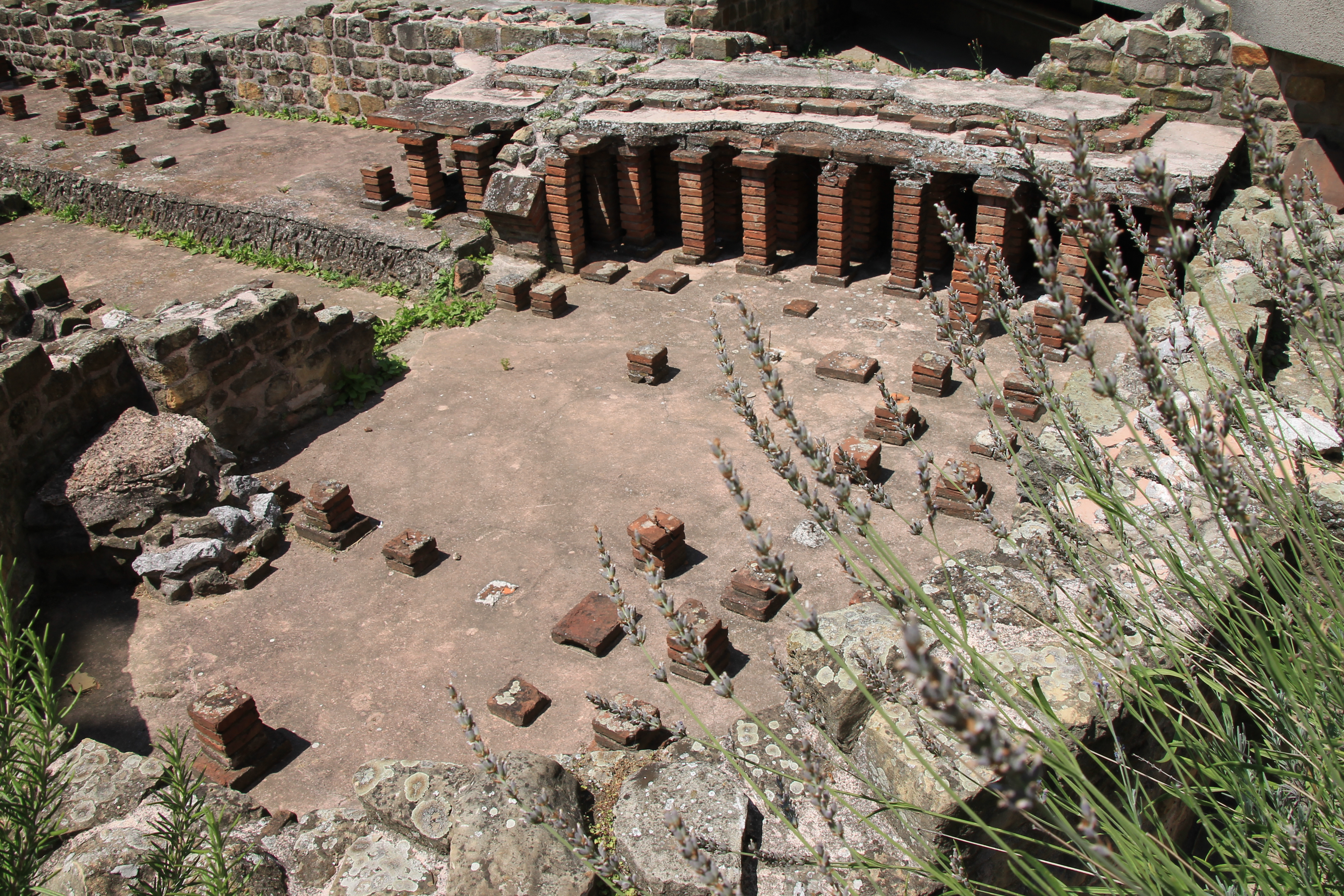
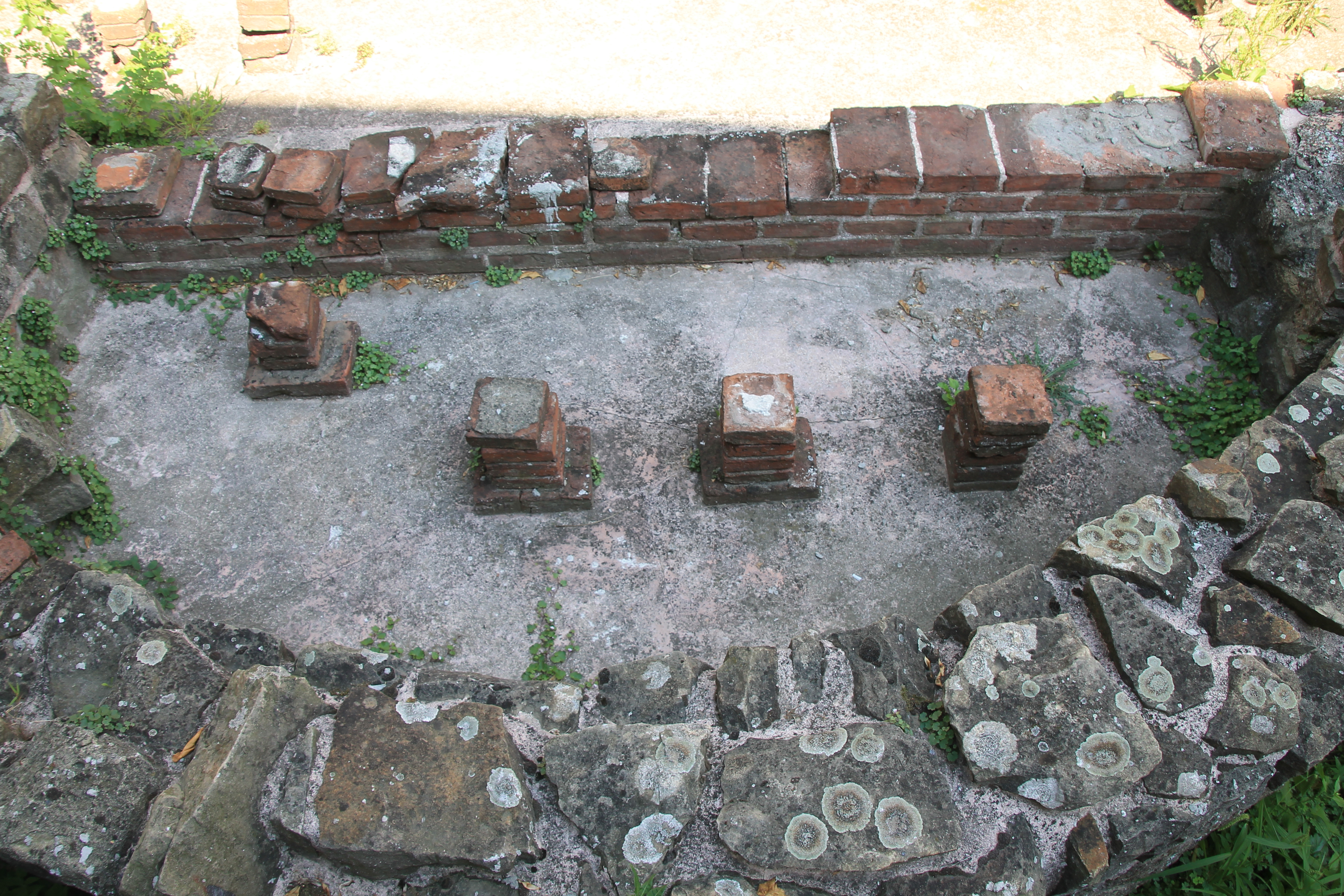
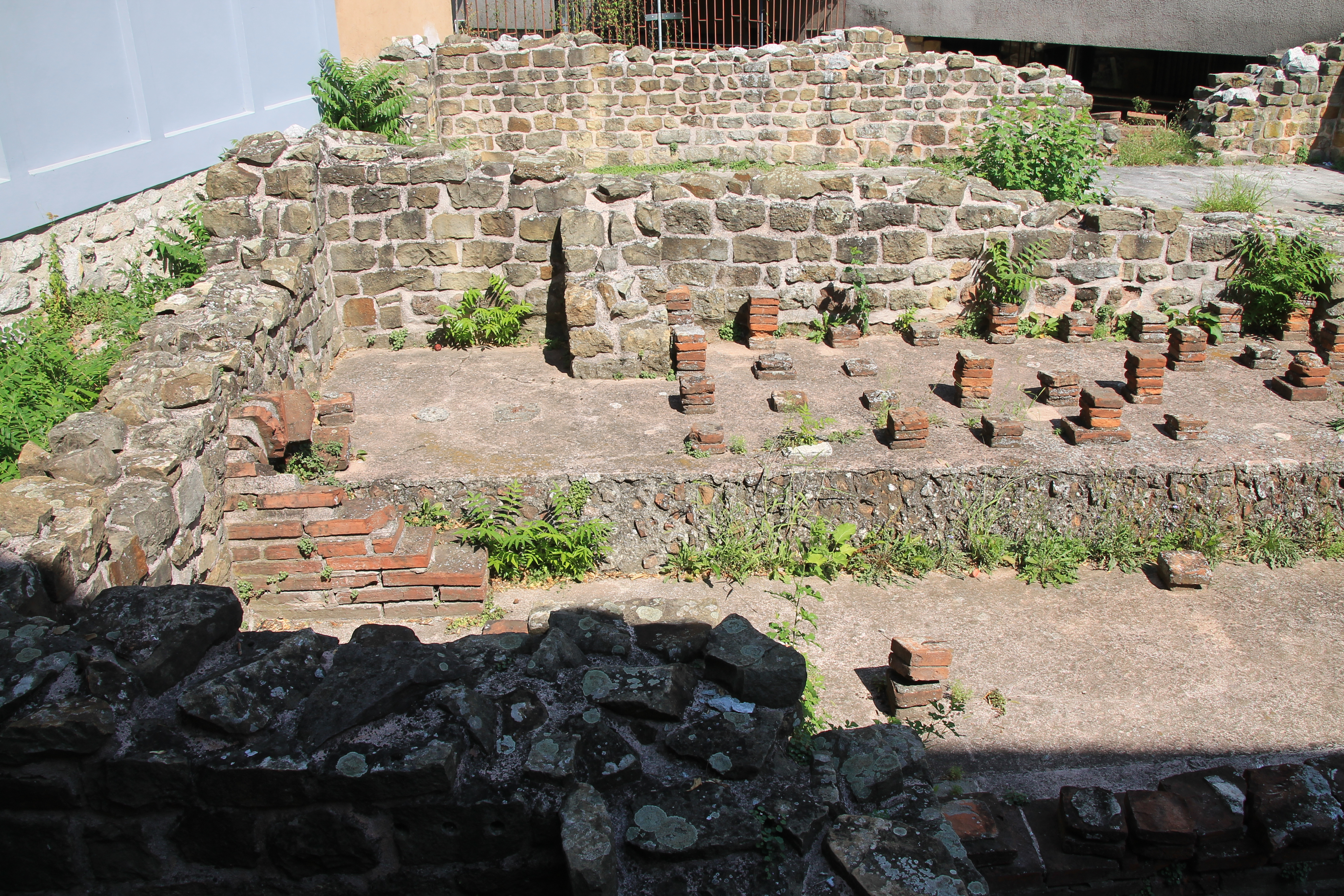